# Abanuea
Abanuea era un'isola facente parte della Repubblica di Kiribati. Amministrativamente era una suddivisione della più grande isola di Tarawa. Il nome è traducibile come "la spiaggia che dura a lungo".
Nel 1999 la piccola isola, disabitata al tempo, venne sommersa dalle acque dell'Oceano Pacifico, destino condiviso dall'altra piccola isola Tebua Tarawa; la causa del fenomeno viene comunemente attribuita all'innalzamento del livello degli oceani causato dal riscaldamento globale.